# 田野町 (小松島市)
田野町（たのちょう）は、徳島県小松島市の町名。郵便番号は773-0008。

## 地理
小松島市の中央部に位置する。南は田野山地によって櫛渕町・立江町と相対し、東はJR牟岐線を境として金磯町と接続し、北は芝生町、西は徳島市に接続している。
徳島県道136号宮倉徳島線（旧土佐街道）が中央部の山麓に沿って縦走して立江町と結び、徳島県道217号田野勢合線が中央で東方に分岐して赤石町と結んでいる。これらの県道に沿って街村が形成され、また農村集落が発達している。
産業は農業が主で米作が卓越しているが、山麓の傾斜地を利用して、ミカン・タケノコの生産が行われ、また近年は和牛の多頭飼育が盛んで、阿波牛の特産地となっている。また恩山寺の門前町として商店も多く商業地も形成されている。
勢合遺跡からは袈裟襷文銅鐸（県文化財）が出土し、徳島市の徳島県立博物館に収蔵されている。天王社の白色尉・黒色尉・鬼神面は市文化財、天王社稚児三番叟は県無形民俗文化財となっている。さらに恩山寺のビランジュは県天然記念物、釈迦庵の両界曼荼羅は市文化財となっている。
田野海岸（現在は陸地）は文治元年2月、治承・寿永の乱のとき源義経が摂津の渡辺の浜を船出して、荒海の中を渡海し、小松島に上陸した地点といわれている。

### 河川

芝生川

- 芝生川
- 田野川
- 天王谷川
- 恩山寺谷川
- 政所谷川

### 小字
| - 赤石北 - 赤石中 - 赤石南 - 岡山 - 奥角 | - 恩山寺谷 - 金山 - 仮家 - 勢合 - 高田 | - 谷奥 - 釿石 - 月ノ輪 - 鳥居本 - 中須 | - 東山 - 平田 - 溝ノ木 - 宮ノ下 - 本村 |  |

## 歴史

### 田野村
田野村は江戸期から明治22年にかけて勝浦郡に存在した村。徳島藩領。明治4年に徳島県、同年に名東県、明治9年に高知県を経て明治13年に再び徳島県に所属。

### 田野
田野は明治22年から昭和32年にかけて存在した大字名。はじめは小松島村、明治40年に小松島町、昭和26年からは小松島市の大字となる。明治25年に現在の芝田小学校の前身である芝田尋常小学校が設置された。

### 現在
昭和32年より現在の田野町となる。昭和45年に一部が赤石町・金磯町となる。

## 世帯数と人口
2022年（令和4年）7月31日現在の世帯数と人口は以下の通りである。
| 町丁   | 世帯数  | 人口    |
| ------ | ------- | ------- |
| 田野町 | 605世帯 | 1,348人 |

## 小・中学校の学区
市立小・中学校に通う場合、学区は以下の通りとなる。
| 番地 | 小学校               | 中学校                 |
| ---- | -------------------- | ---------------------- |
| 全域 | 小松島市立芝田小学校 | 小松島市立小松島中学校 |

## 交通

### 道路
国道
- 国道55号（徳島南バイパス）

都道府県道
- 徳島県道136号宮倉徳島線
- 徳島県道217号田野勢合線

## 施設

小松島市立芝田小学校

- 恩山寺 - 四国八十八箇所霊場第18番札所。
- 天王社
- 小松島市立芝田小学校
- 小松島市葬斎場
- KITANO本社

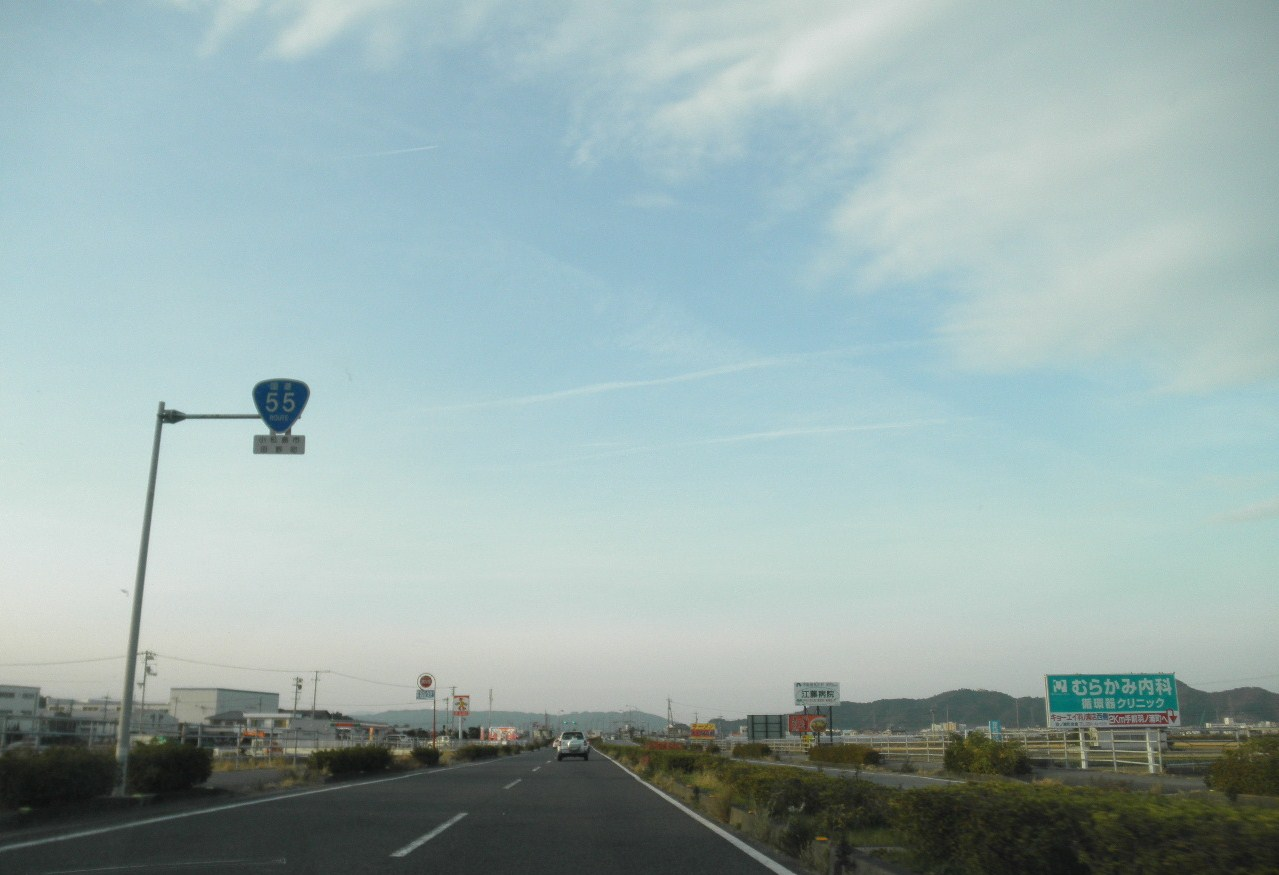
国道55号(赤石南)
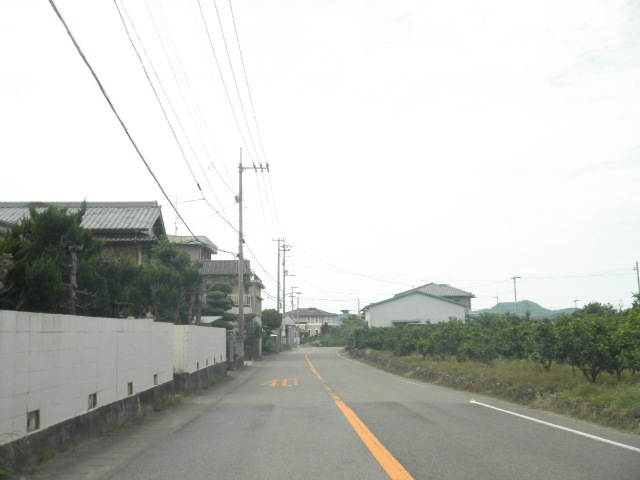
県道136号(宮ノ下)
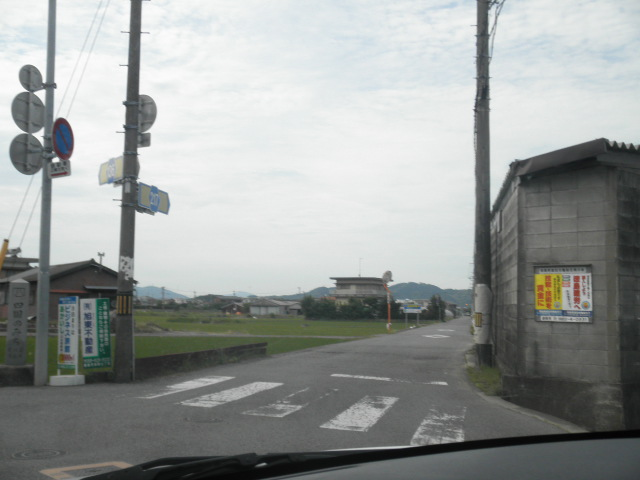
県道217号(宮ノ下)
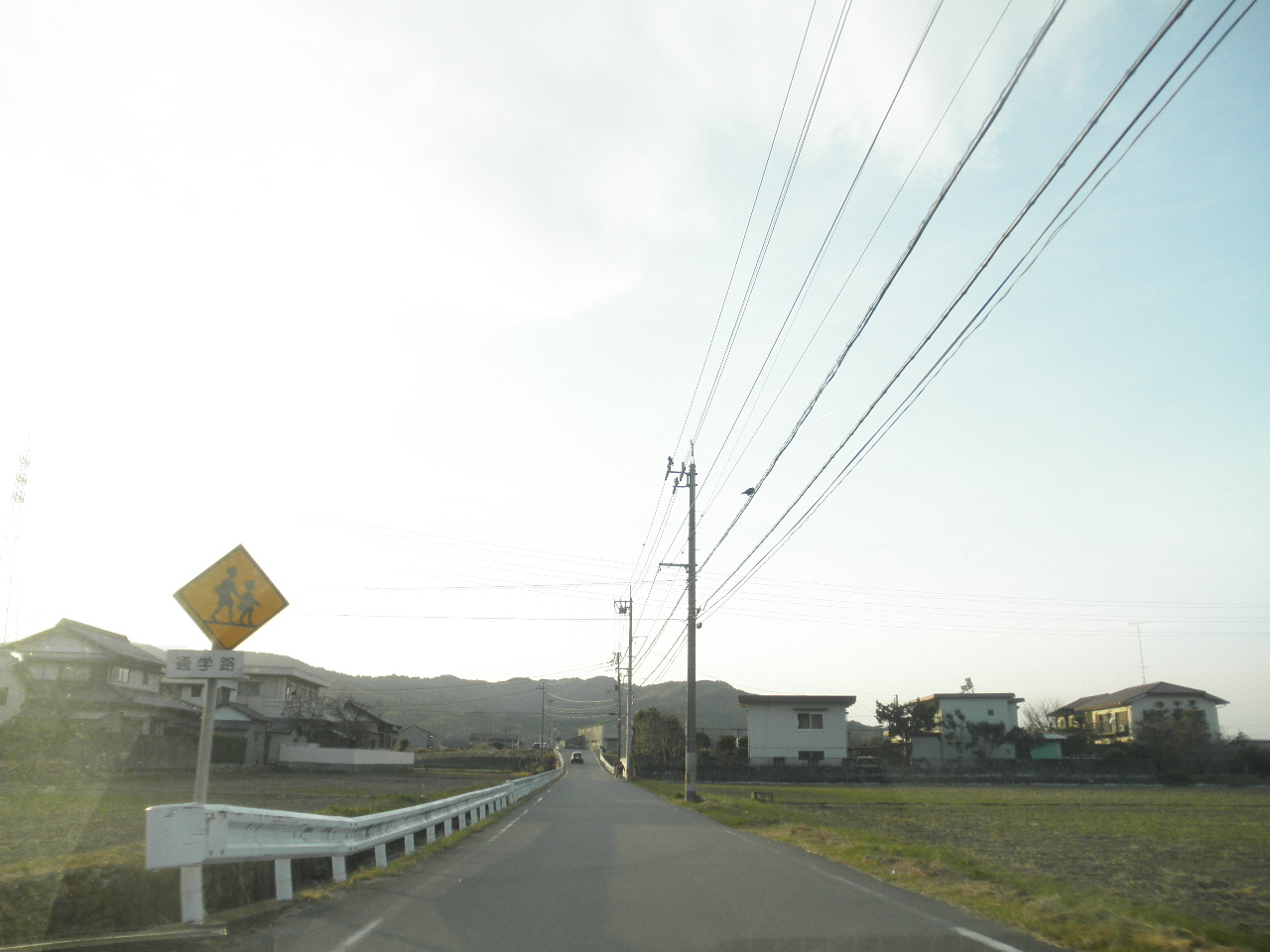
県道217号(高田)
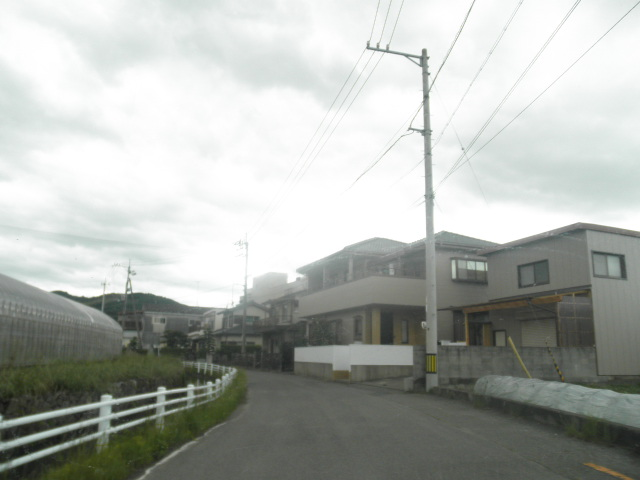
県道217号(本村)